# Сциентизм
Сциенти́зм (фр. scientisme, от лат. scientia «наука, знание») — философско-мировоззренческая и жизненная позиция, представляющая научное знание наивысшей культурной ценностью и основополагающим фактором взаимодействия человека с миром. Приверженцы данной идейной позиции называются сциентистами, однако термин несёт пейоративную коннотацию и редко используется в качестве самоназвания.
Сциентизм подвергается широкой критике за идеологизацию и догматизацию науки, недооценку возможностей и специфики гуманитарных и социальных наук, а также за пренебрежение другими источниками знаний и формами понимания мира.
Антисциентизм — позиция, противоположная сциентизму, заключающаяся в критической оценке науки, её положения в культуре и её возможностей познания, различающаяся по степени критичности от умеренного отношения до враждебного. Критики сциентизма подчёркивают важность баланса между научным знанием и другими формами понимания мира, а также необходимостью уважения разнообразия источников знания и методов их получения.

## История
Сциентизм сформировался в конце XIX века, когда с развитием науки был поставлен вопрос о её роли и месте в культуре. Истоки сциентизма можно проследить к английскому материализму XVI века и французским просветителям XVIII века. Так, уже в утопии Фрэнсиса Бэкона «Новая Атлантида» можно найти сциентисткие представления.

## Описание
Сциентизм представляет собой абсолютизацию роли науки в культурной и духовной жизни общества. Этот взгляд происходит из концепции позитивизма, который признаёт только научные методы познания, основанные на методологии естественных наук, как единственно верные для достижения истинного знания. Нередко сциентистами называют тех, кто считает «образцовыми науками» физику или математику и призывают строить остальные науки по их образу и подобию. Ярким примером является высказывание Резерфорда: «Все науки делятся на физику и коллекционирование марок». Один из популяризаторов термина «сциентизм», Фридрих Август фон Хайек, описывал его как форму суеверия и «рабскую имитацию методов и языка науки». Сциентисты считают, что только научный метод обладает интеллектуальной обоснованностью, и поэтому другие сферы, такие как искусство и мораль, должны адаптироваться к научной методологии. Сциентизм сам по себе не является стройной системой взглядов, а скорее может рассматриваться как определённая ориентация различных систем, которые приобрели широчайшую популярность и являются частью взглядов исследователей и широкой публики[страница не указана 550 дней].
Термины «сциентизм» и «сциентист» имеют пейоративную коннотацию и редко применяются в качестве самоназвания, обычно их используют критики данной системы убеждений. В академической литературе термин «сциентизм» также обычно имеет негативную коннотацию, означая либо ненадлежащее применение научных методов в областях, находящихся вне сферы науки, либо убеждённость в том, что принятые в естественных науках методы, категории и факты являются единственно правильными в любых философских и иных вопросах.
Ричард Уильямс выделяет четыре характерные черты сциентизма:
1. Отстаивание позиции, согласно которой только научное знание является настоящим знанием, все другие виды знания — это просто мнения или абсурд.
2. Отстаивание позиции, согласно которой методы и допущения (включая эпистемологические и метафизические учения), на которых основаны естественные науки, могут быть использованы в общественных и гуманитарных науках.
3. Преувеличенная вера в науку как средство получения знаний и решения стоящих перед человечеством проблем.
4. Приверженность натуралистической, материалистической, преимущественно механистической метафизике. Именно эта приверженность является ключевой особенностью сциентизма, и именно она служит главным объектом критики, поскольку сциентизм не просто отстаивает мощь науки, но выдвигает метафизические требования. По словам Уильямса, в действительности наука не нуждается в натуралистической, материалистической метафизике для успешного проведения эмпирических исследований.

Сциентизм как идейная ориентация проявляется по-разному: от подражания точным наукам (система определений, логический формализм, аксиоматическое построение в анализе философско-мировоззренческих или социально-гуманитарных проблем, искусственное применение математической символики), вплоть до отрицания философско-мировоззренческих проблем как лишённых смысла для познания и значения (неопозитивизм) и рассмотрения естественных наук в качестве единственного возможного знания. Философии как особой форме познания сциентизм не придает значения.
Среди конкретных проявлений сциентизма — разработка концепций науки в рамках неопозитивизма, технократические тенденции среди бюрократии и научной интеллигенции, а также попытки некоторых гуманитарных учёных применять методы и принципы естественных наук в социальных и гуманитарных исследованиях. Сциентизм также проявляется в некритическом отношении к утверждённым научным концепциям и в недооценке необходимости их постоянной коррекции, а также в игнорировании широкого спектра культурных, этических и социальных факторов. В общественных и гуманитарных науках сциентизм связан с игнорированием или недооценкой особенностей их предмета по сравнению с естественными науками, а также с попытками применения методов точных наук без должной критической оценки их пригодности. В социологии сциентизм связан с переоценкой важности количественных методов в социальных исследованиях и недооценкой уникальных характеристик объектов социального анализа по сравнению с объектами, изучаемыми в естественных науках. Также сциентизм проявляется в игнорировании необходимости учёта ценностных аспектов и в негативном отношении к теоретическим концепциям, которые затрагивают социально-философские вопросы.

## Критика
Сциентизм подвергся существенной критике со стороны большого числа известных мыслителей с самых различных, часто несовместимых философских позиций.
Герберт Маркузе, используя концепцию «одномерного человека», показывает, что подавление индивидуальных и природных начал в человеке сводит всё многообразие человеческой личности лишь к одному технократическому параметру. Он также отмечает, что современный человек, в частности технический специалист (homo faber), подвержен большому количеству перегрузок и напряжений, не принадлежит себе, и что эти обстоятельства указывают на болезненное и ненормальное состояние современного общества. Не только специалисты технических специальностей, но и гуманитарии сдавлены тисками нормативности и долженствования.
Автор концепции личностного знания Майкл Полани подчёркивает, что сциентизм в современном виде оказывает на мысль сковывающее действие почти так же, как это делала христианская церковь в Средние века. В человеке не остаётся места важнейшим внутренним убеждениям, которые он вынужден скрывать под маской нелепых, неадекватных и слепых терминов.
Профессор философии Д. Т. Судзуки указывает, что ввиду дуалистической природы науки, противопоставляющей субъект объекту, сторонники сциентизма «стремятся свести всё к количественным измерениям» и формируют определённые правила, которые он сравнивает с ячейками сети. Всё, что просеивается сквозь ячейки сети, согласно Судзуки, сциентистами «отвергается как ненаучное или донаучное». Судзуки указывает, что такая сеть никогда не будет способна захватить в себя всю реальность и в особенности те вещи, которые невозможно измерить каким-либо методом, например, такая сеть не способна захватить бессознательное. Д. Т. Судзуки, считает, что сциентисты, стремясь к объективности и избегая субъективности и личного опыта, тем не менее, не берут во внимание то, что человек живёт не научно-концептуальной, а конкретной личностной жизнью, к которой научные определения не могут быть применены ввиду того, что они даются «к некой жизни вообще». Более важным по сравнению с концепциями, Судзуки считает обнаружение собственной жизни: «Знающая себя личность никогда не предаётся теоретизированию, не занята писанием книг и поучением других — такая личность живёт своей единственной, свободной и творческой жизнью». Сравнивая научный подход и подход дзэн, Судзуки указывает на то, что дзэн считает, что есть более прямой внутренний метод познания реальности по сравнению со сциентизмом.

### Наука как религия
По мнению критиков, опасным результатом сциентизма может являться идеологизация и догматизация науки, превращение её в подобие религиозного культа. Французский философ Андре Конт-Спонвиль определяет сциентизм как науку, рассматриваемую в качестве религии, поскольку сциентисты возводят науку в ранг догмы, которую превращают в императив. По его словам, «сциентизм — опасный вздор». Сциентизм как идеологическая позиция приписывает науке способность предоставить окончательные решения для всех фундаментальных проблем бытия. Однако, в основе научного метода лежит признание того, что научные модели реальности являются открытыми и преходящими, то есть подверженными изменению, а не непреложной истиной.
Математик Александр Гротендик в своём эссе «The New Universal Church» (1971) охарактеризовал сциентизм как подобную религии идеологию, выступающую за научный редукционизм, научный авторитаризм, политическую технократию и технологическое «спасение», отрицая при этом эпистемологическую обоснованность эмоций, любви, красоты.

### Перенниалистская критика
Возможно, самая радикальная и бескомпромиссная критика сциентизма, основанная на альтернативных взглядах на науку, эпистемологию и метафизику, исходит от представителей интегрального традиционализма, называемых также перенниалистами. Традиционалистская перенниалистская критика на Западе впервые была изложена французским метафизиком Рене Геноном в начале XX столетия, однако эта[какая?] традиция считается[кем?] уходящей корнями вглубь веков и распространена по всему миру. Она известна под названиями «перенниализм», «вечная философия», «Philosophia Perennis» или «Religio Perennis». Важнейшие фигуры в традиционалистской школе — Фритьоф Шуон, Ананда Кумарасвами, Сейид Хоссейн Наср, Олдос Хаксли, Мирча Элиаде и др.
Перенниалистская критика сциентизма основана на метафизической точке зрения о существовании трансперсонального сознания, составляющего глубинную основу всех вещей, в котором нет разделения на субъект и объект, на мышление и бытие. Бог — это реальность, полнота существования, как трансцендентного, так и имманентного. Фритьоф Шуон полагал, что неспособность современной науки объяснить многие феномены обусловлена тем, что она игнорирует высшие уровни сознания и объективной реальности. По словам Шуона, хотя наука и преуспела в накоплении огромного количества наблюдений в разрезе пространства, тем не менее, в разрезе времени она является более невежественной, чем любой сибирский шаман, который по крайней мере основывается на мифологии.

### Антисциентизм
Сциентизм и антисциентизм представляют собой два крайних полюса в спектре отношения к науке. В противоположность сциентизму антисциентизм выражает критическое, а иногда и враждебное отношение к науке и её роли в культуре и познании мира. В умеренной форме антисциентизма критика не направлена против самой науки, но скорее против агрессивного сциентизма, который стремится придать науке абсолютную ценность и недооценивает культурное и философское значение других аспектов человеческой деятельности, таких как искусство, философия, нравственность и т. п. В более радикальной форме антисциентизма наука как таковая подвергается критике.
Антисциентисты утверждают, что вторгаясь во все сферы жизнедеятельности человека, наука делает их бездуховными, лишёнными романтики и человеческого лица.
В. С. Швырёв в статье в «Новой философской энциклопедии» критиковал как радикально сциентистские, так и радикально антисциентистские взгляды («одностороннее „наукоборчество“»).